# 高氏薹草
高氏薹草（学名：Carex kaoi）为莎草科薹草属的植物。分布在中国大陆的广东等地，多生于林缘，目前尚未由人工引种栽培。